# Dulcineia de Toboso

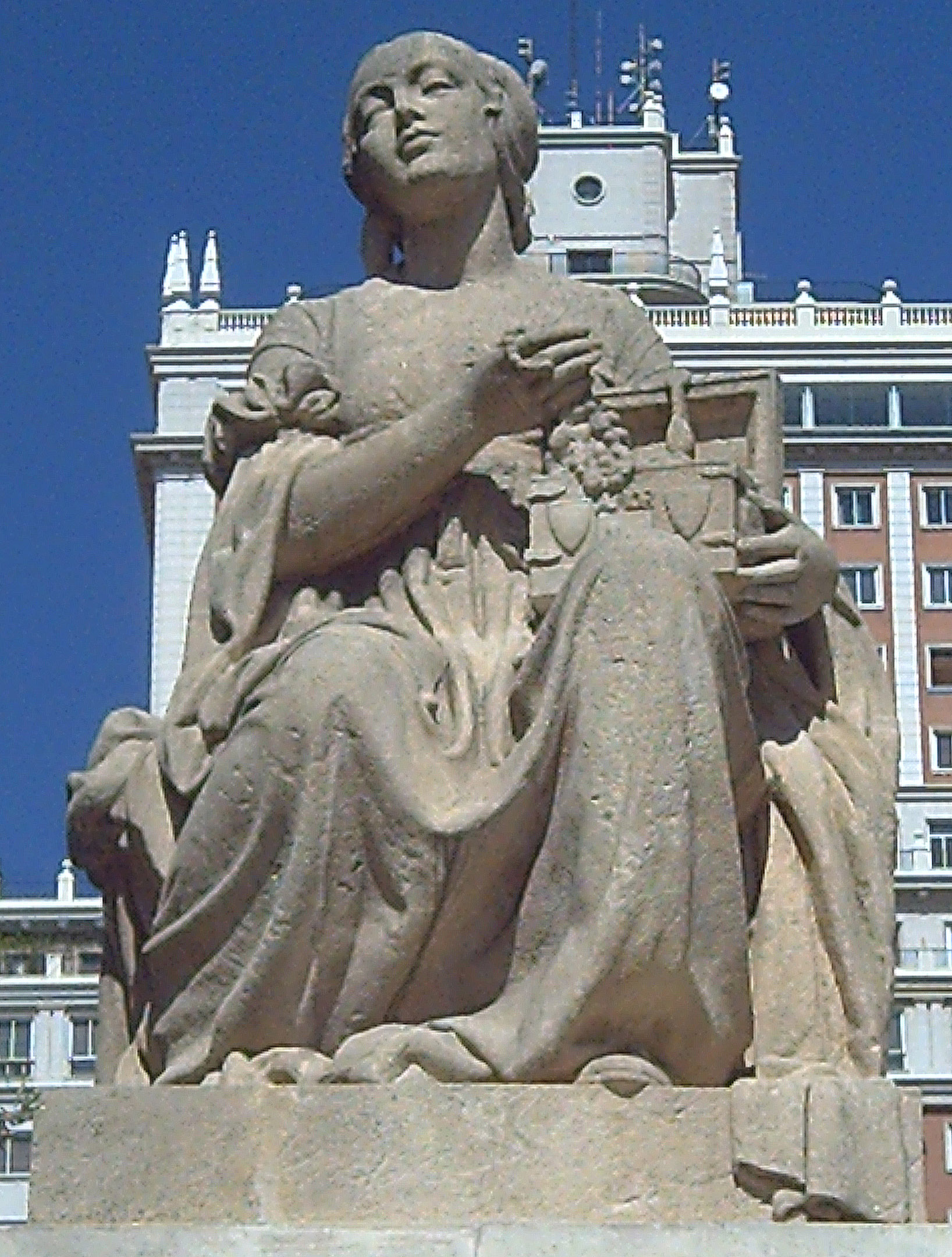
Dulcinea (1957), escultura de Coullaut-Valera na praça de Espanha de Madrid.

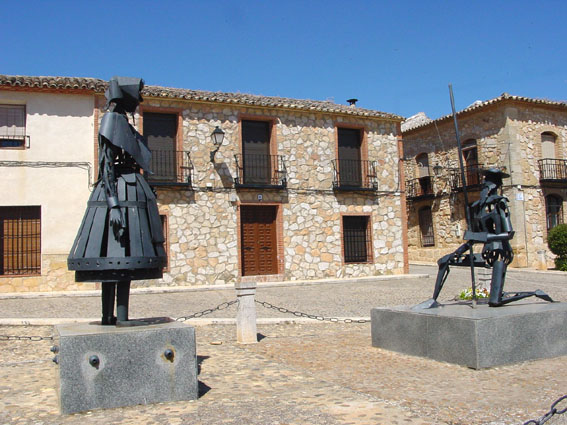
Esculturas de Dulcinea e Dom Quixote no Toboso.

Dulcinea del Toboso é uma personagem fictícia do romance Dom Quixote, escrito por Miguel de Cervantes. Mulher imaginária e perfeita, corporizada noutras personagens e inspirada na camponesa Aldonza Lorenzo, encarnação da «Beleza e da Virtude», nunca aparece "em pessoa" no romance, no entanto, o seu nome é mencionado tantas vezes na obra e é tão evocada, que pode ser considerada uma personagem principal.

## Dom Quixote, primeira parte
Dom Quixote, o protagonista do romance, é um fidalgo cavaleiro que decide sair à procura de aventuras. Segundo as suas leituras, a tradição impõe que todo o nobre cavaleiro tenha uma dama no seu coração, a quem dedicar as suas vitórias. Cervantes conta-o assim:

«Crê-se que, num lugar próximo do seu, havia uma lavradora jovem muito bem parecida, por quem ele, um tempo, andou apaixonado, ainda que, segundo se sabe, ela jamais o soubesse nem ele lhe tenha dado conta disso.»
«Chamava-se Aldonza Lorenzo, e a esta lhe pareceu ele por bem dar-lhe o epíteto de senhora dos seus pensamentos; e, procurando nome que não desdissesse muito do seu e que se aproximasse e encaminhasse ao de uma princesa e grande senhora, veio a chamar-lhe "Dulcinea del Toboso" porque era natural de Toboso: nome, que lhe parecia, musical, peregrino e significativo, como todos os demais que a ele e às suas coisas havia posto.»

Isto é, Aldonza Lorenzo é uma personagem real dentro do mundo fictício do romance, mas Dulcinea del Toboso é uma mulher imaginária, nascida das leituras e obsessões do protagonista, e vagamente baseada na mulher «histórica».
O retrato que Cervantes faz de Aldonza é o de uma labradora, forte, nem muito modesta nem muito limpa, vítima ocasional da lascívia e, para cúmulo do que se podia esperar nessa época, mourisca. O escritor apresenta-a sempre num contexto humorístico, irónico, quase cruel, com frases como «dizem que tinha a melhor mão para salgar porcos que qualquer outra mulher de toda a Mancha». Nada mais distante da Dulcinea idealizada, que Dom Quixote imagina como uma jovem «virtuosa, imperatriz da Mancha, de beleza ímpar e sem igual». No entanto, quando fala dela com Sancho Pança, o seu escudeiro, identifica-a com a filha de Lorenzo Corchuelo e Aldonza Nogales, que no enredo da obra cervantina nunca chegam a aparecer.

## Dom Quixote, segunda parte
Na segunda parte da obra, Dulcinea continua a estar no centro de parte do enredo, e dom Quijote, já o herói desafortunado (antiherói), segue empenhado em encontrá-la.[7] Chegados a Toboso, Sancho, que tenta amenizar a loucura do seu amo e deixar de ser castigado por causa dela, apresenta-lhe uma suposta Dulcinea. Dom Quixote, que só vê na moça que lhe é apresentada uma lavradora mal-cheirosa e máscula, o que atribui a uma suposta "encantamento"; passará o resto do livro tentando quebrar o feitiço que envolve a sua amada, sem chegar a consegui-lo.

## Em obras posteriores

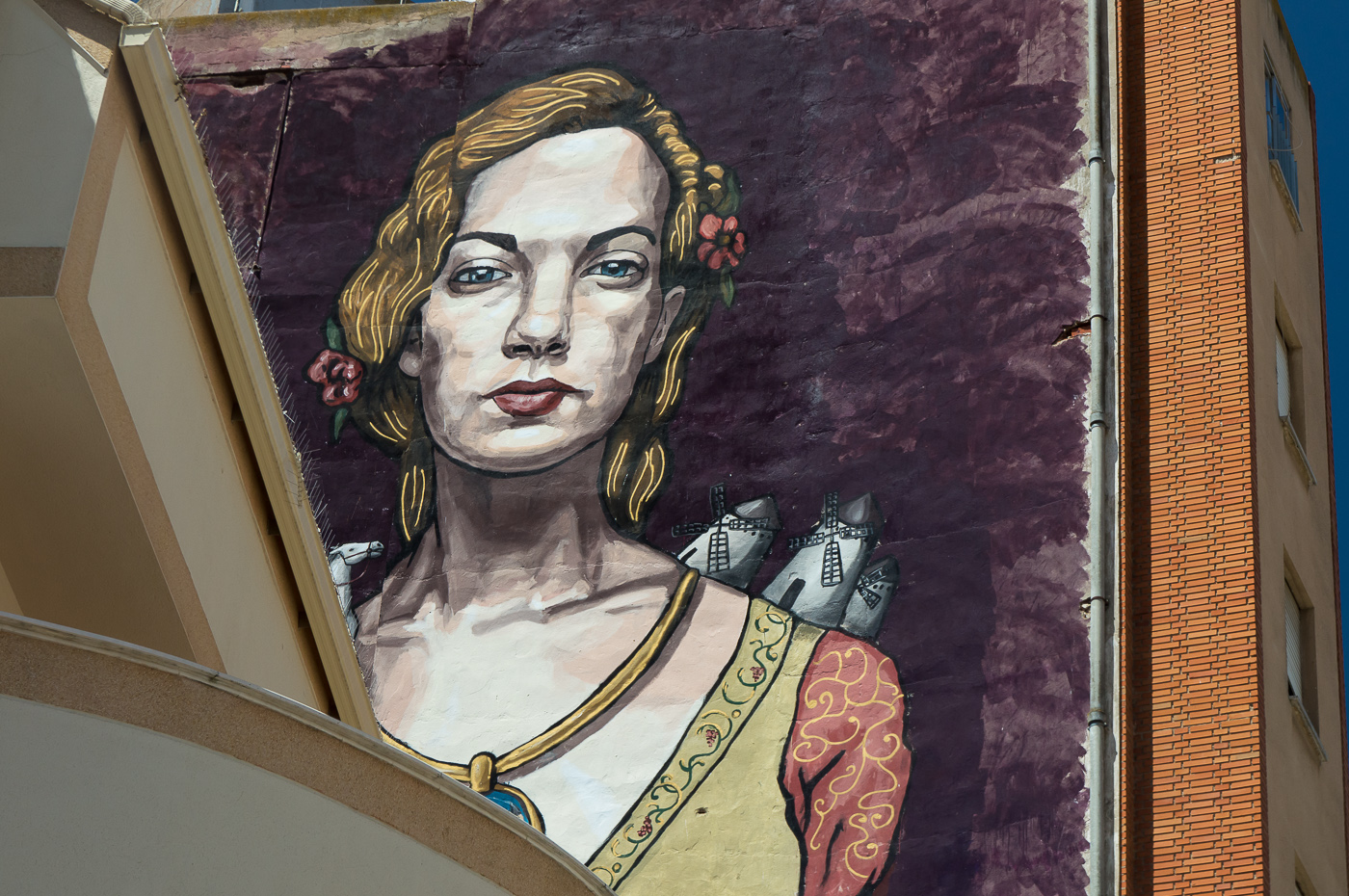
Dulcinea num mural, em Quintanar de la Orden

A lavradora Aldonza, pelo contrário, surge nalgumas das continuações francesas do Dom Quixote e na obra de José Camón Aznar, El pastor Quijótiz.
No cinema e na televisão, a personagem de Dulcineia de Toboso foi interpretada por Sophia Loren (no filme italo-americana de 1972, Man of La Mancha), Ana Mariscal (1946), Susana Campos (1963), Lupita Ferrer (1969) e Vanessa Williams na série de TV, Don Quixote (2000), entre outras.
Em 2013 realizou-se um mural na localidade toledana de Quintanar de la Orden representando Dulcineia. Também se faz menção à personagem na canção de Mägo de Oz, Adeus Dulcinea.